# Palazzo Mozzi (Macerata)
Il Palazzo Mozzi, o Mozzi-Ferri, o Palazzo dei Diamanti, è un'antica dimora nobiliare della città di Macerata, nelle Marche.
Costituisce uno dei migliori esempi dell'Architettura rinascimentale della città.

## Storia e descrizione

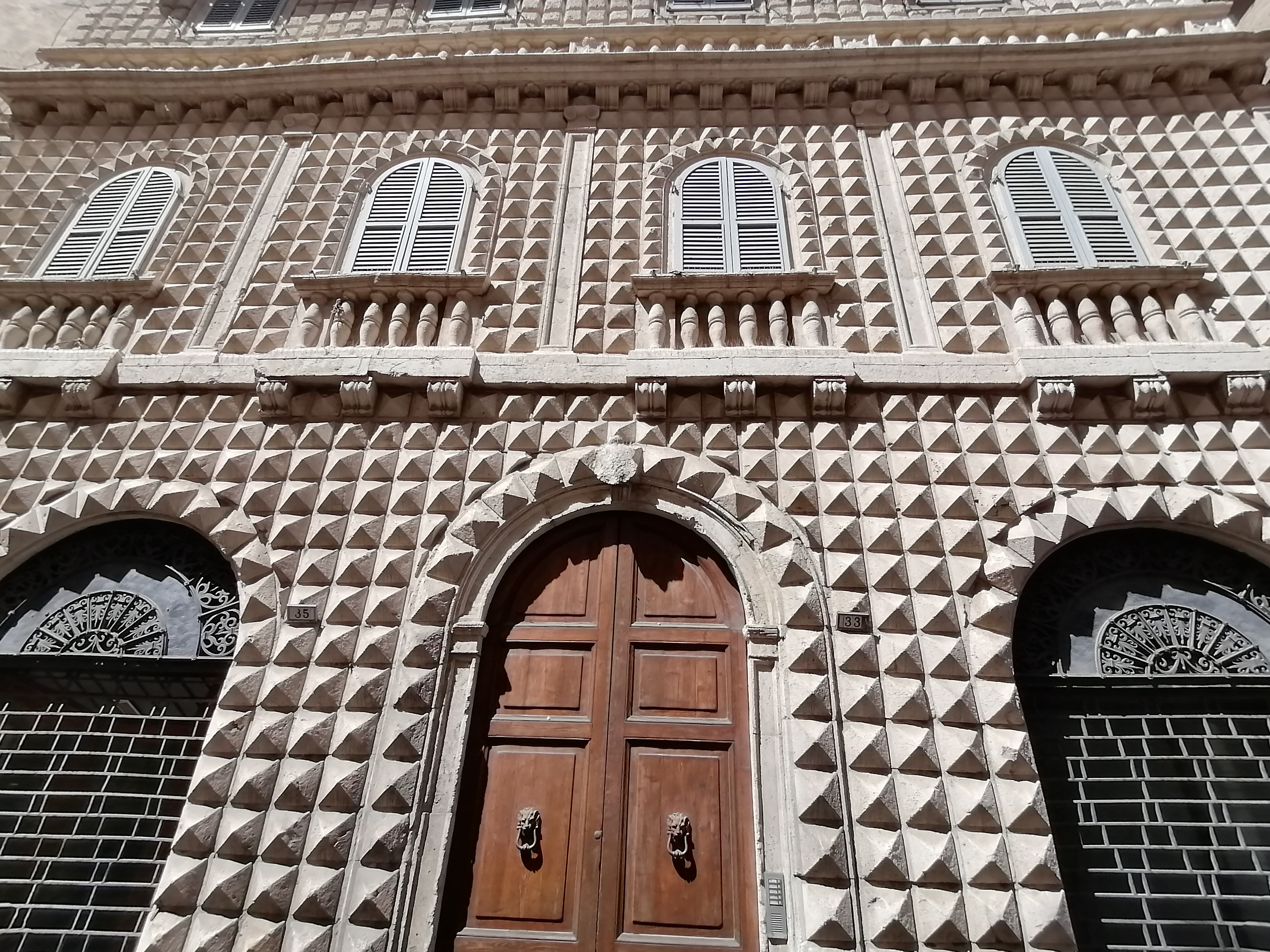
La facciata a bugnato a punta di diamante

Su questo luogo esistevano già due abitazioni, che vennero acquistate il 12 febbraio 1534 dal ricco mercante cittadino Bartolotto Mozzi. Il 1º febbraio 1535, il Mozzi firmò un contratto di costruzione di un nuovo edificio con l'architetto Giuliano Torelli.
Ispirandosi al ben più noto Palazzo dei Diamanti di Ferrara, lo scalpellino-architetto Torelli adattò lo schema costruttivo dei due edifici precedenti a quello del nuovo. Agli angoli del pianterreno appose due colonne corinzie, ritenute provenienti dal sito di Helvia Recina.
Il Rinascimento aveva creato l’idea della sfida tra uomo e Dio, la versione terrena di questa idea portava alla rivalità tra antica aristocrazia e i nuovi ricchi. Il palazzo prende nome, come per Ferrara, dal bugnato realizzato con pietre bianche tagliate a punte di diamante che caratterizza il rivestimento della facciata.
Intorno agli inizi del XVII secolo l'edificio divenne proprietà degli Altoviti di Roma, creditori dei Mozzi; per poi passare, prima del 1617, alla famiglia patrizia dei Ferri.
Nella seconda metà del XVIII secolo, Carlo Ferri fece modificare le finestre del terzo ordine e disegnò e rifece lo scalone interno. Nel corso del XIX secolo fecero affrescare alcuni soffitti del piano nobile.
Tra la fine del XIX e l'inizio del XX secolo, il palazzo entrò nei possedimenti dei Mignardi, che lo vendettero, tra il 1921 e il 1924, alla Banca Nazionale del Regno (oggi Banca d'Italia), la quale intraprese grandi lavori di adattamento dei locali.
Negli anni '10 del 2000, con il trasferimento degli uffici bancari ad Ancona, il palazzo ritorna alla fruizione pubblica, ma resta in attesa di destinazione.